# Wohnhaus Franz-Liszt-Straße 2A

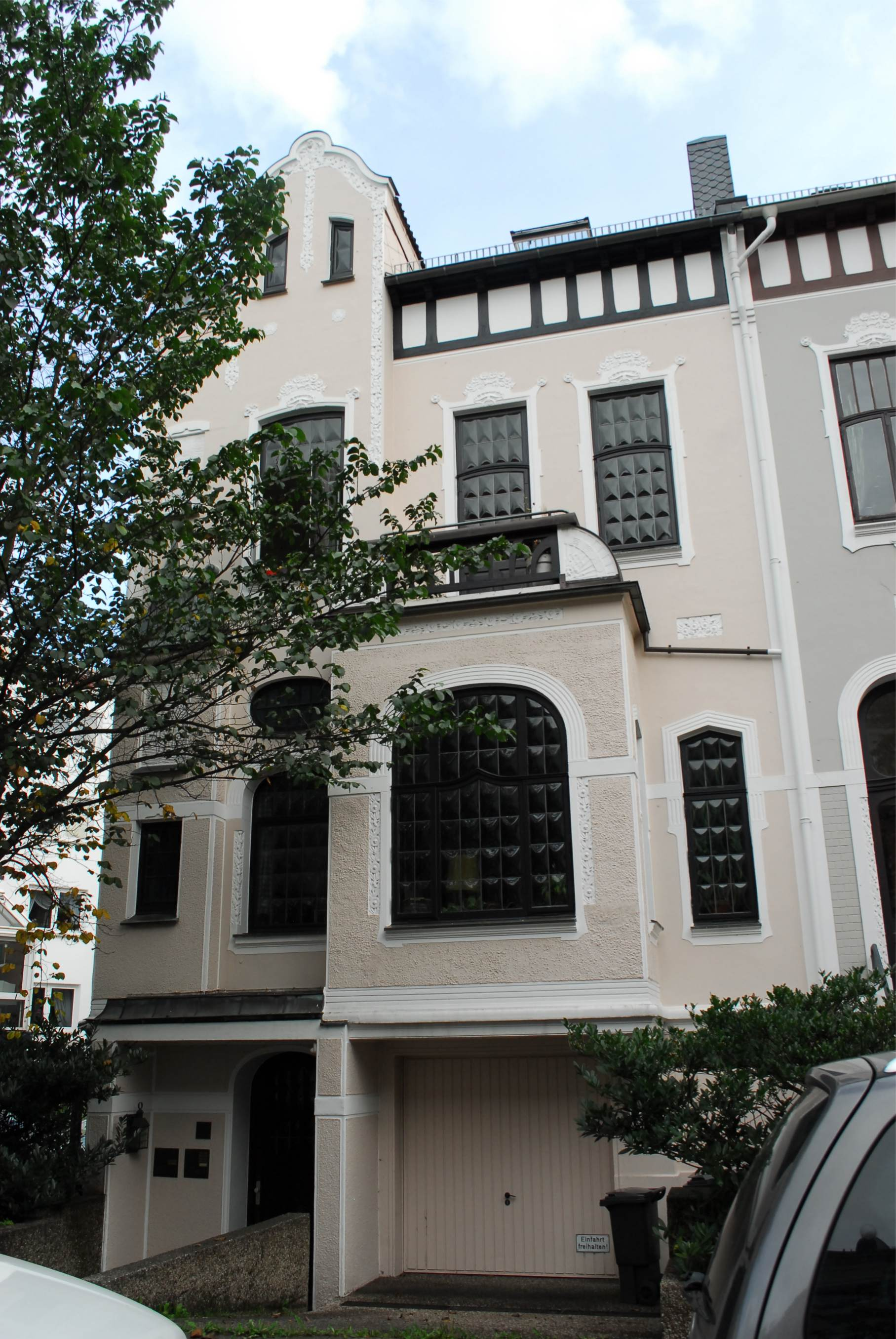
Haus Franz-Liszt-Straße 2A

Das Wohnhaus Franz-Liszt-Straße 2A befindet sich in Bremen, Stadtteil Schwachhausen, Ortsteil Barkhof. Das Wohnhaus entstand 1897. Es steht seit 1977 unter Bremer Denkmalschutz.

## Geschichte
Das zweigeschossige, verputzte Eckhaus mit Satteldach, Souterraingeschoss, dem dreigeschossigen Zwerchgiebel und dem prägenden Erker, ist reich verziert im Stil des Rokokos. Es wurde 1897 in der Epoche des Historismus gebaut.

Es fügt sich ein in eine zwei- bis dreigeschossige,  geschlossene Wohnbebauung der nach dem Komponist und  Pianist Franz Liszt benannten Straße.
Heute (2018) wird das Haus für Wohnungen genutzt.
Hinweis: Das angrenzende Wohnhaus Franz-Liszt-Straße 4 wurde vom selben Architekten in ähnlicher Weise entworfen. 